# شاه‌بوف فرعون
شاه‌بوف فرعون یا جغد عقابی فرعون (نام علمی: Bubo ascalaphus) یک گونه جغد از تیره جغدان راستین است که در الجزایر، چاد، مصر، اریتره، عراق، اسرائیل، اردن، کویت، لیبی، مالی، موریتانی، مراکش، نیجر، عمان، دولت فلسطین، قطر، عربستان سعودی، سنگال، سودان، تونس، ایران و امارات متحده عربی یافت می‌شود.

## ویژگی‌های ریست‌شناسی
بوف فرعون با طول ۴۵ تا ۵۰ سانتی‌متر جزو کوچک‌ترین بوف‌ها محسوب می‌شود. پرنده‌ای جذاب برای طعمه با چشم‌های بزرگ نارنجی و زرد رنگ و پرهای لکه‌دار است. سر و قسمت‌های بالای آن به رنگ تیره و متراکم با رگه‌ها و لکه‌های سیاه و سفید و کرم مشخص شده است، در حالی که زیرپوش آن به رنگ سفید خامه‌ای کم رنگ و دارای لکه‌های سیاه روی سینه فوقانی و لکه‌های قهوه‌ای مایل به قرمز بر روی سینه و شکم است. صورت این جغد مانند دیگر جغدهاست و گوش‌هایش مانند تاج در بالای سرش قرار گرفته است. دو گونه شناخته شده از جغد عقابی فرعون با نام‌های آسکالافوس و دزتوروم وجود دارد که دومی کوچک‌تر و با رنگ ماسه‌ای است.

## زیستگاه
بوف فرعون بومی مناطق شمال آفریقا و شبه جزیره عربستان است. در آفریقا دامنه آن از موریتانی، مراکش، الجزایر و تونس در غرب تا مالی، نیجر و چاد تا لیبی، سودان و مصر گسترش می‌یابد. همچنین در عربستان سعودی، امارات متحده عربی، قطر، عمان، اسرائیل، اردن و عراق و ایران نیز شناخته شده و در سنگال سرگردان است. زیستگاه آن بیشتر کشورهای خشک دارای برون‌زدهای سنگی، دشت‌ها، وادی‌ها و صخره‌ها است.

## رفتار
بوف فرعون شب‌زی است و در غروب برای شکار در مساحتی در حدود ۵ کیلومترمربع ظهور می‌کند. این جغد از هر موجود کوچک که می‌تواند از جمله پستانداران، پرندگان، مارها، مارمولک‌ها، سوسک‌ها و عقرب‌ها تغذیه کند. جغد عقابی فرعون تک‌همسر بوده و دارای نوعی رابطه طولانی مدت است. تولید مثل در اواخر زمستان صورت می‌گیرد و لانهٔ این بوف در یک خراش در شکاف یا در میان صخره‌ها است. دو تخم پس از حدود ۳۱ روز توسط بوف ماده جوجه‌کشی می‌شود.

## وضعیت
بوف فرعون دامنه بسیار وسیعی دارد و گزارش شده است که حداقل در بخشی از محدوده آن فراوان است و شمار آن بر اساس گزارش اتحادیه بین‌المللی حفاظت از طبیعت در کمترین نگرانی قرار دارد.

## نگارخانه

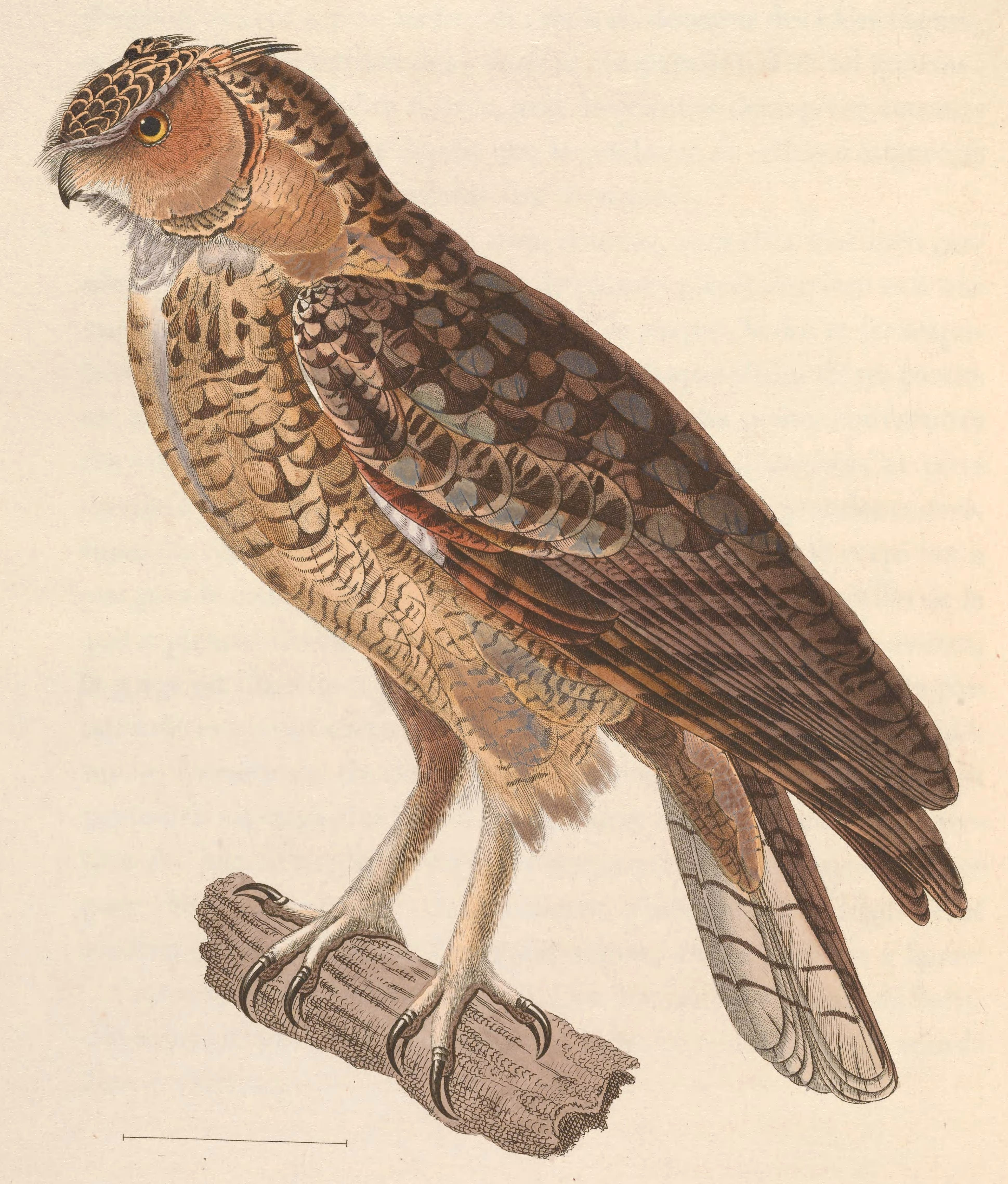
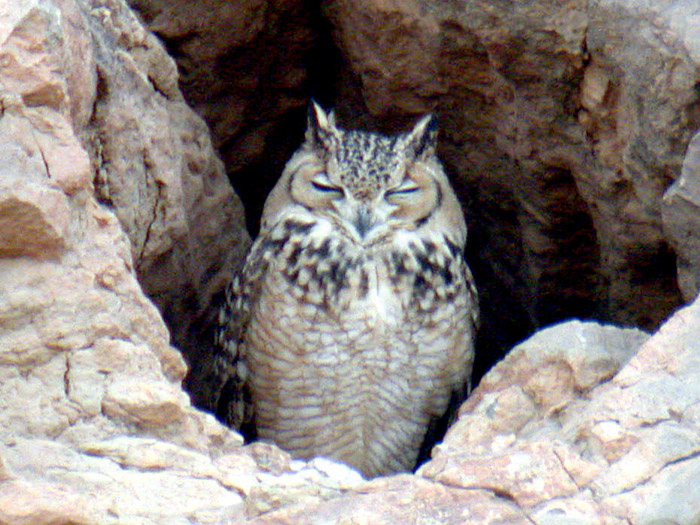
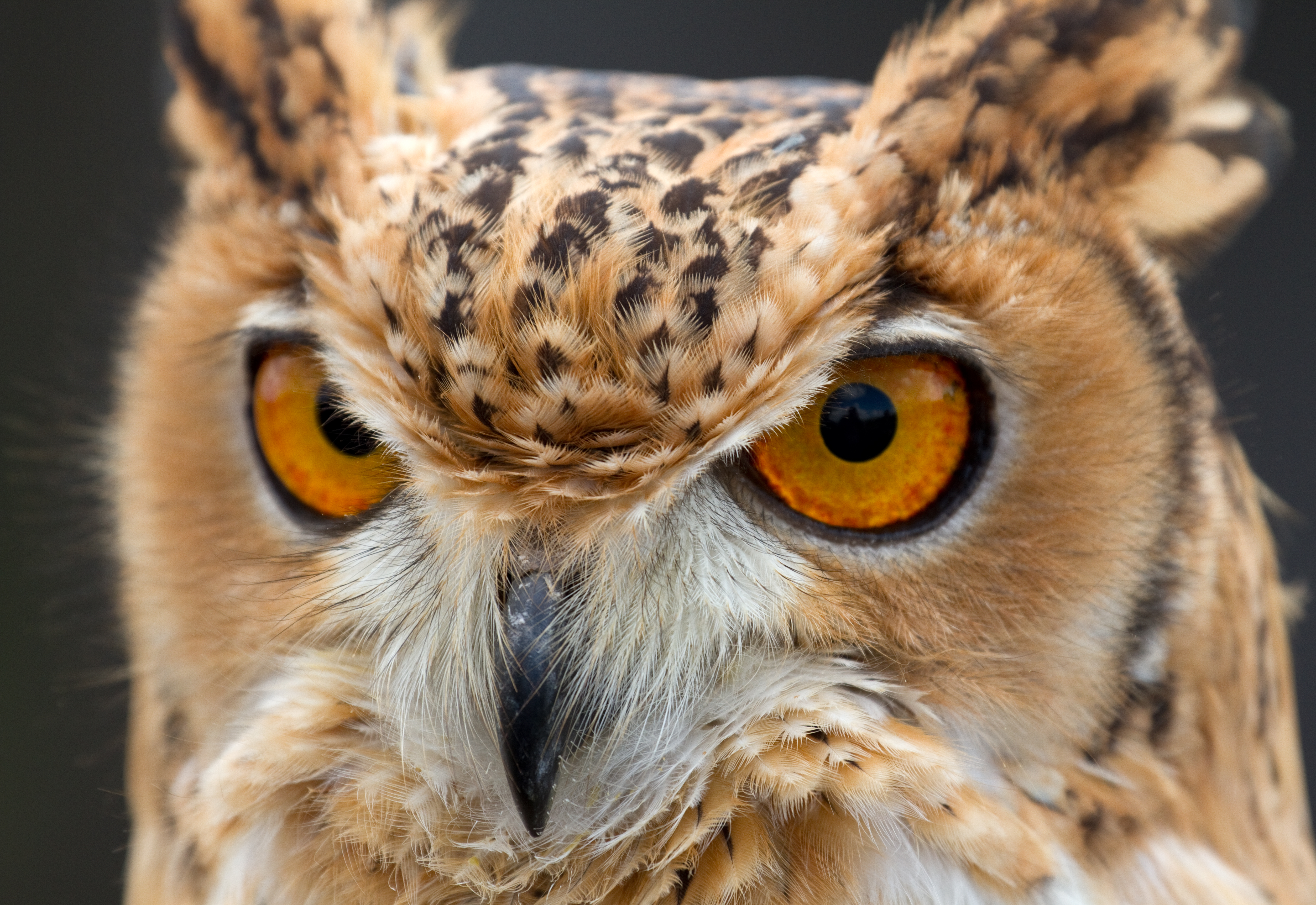
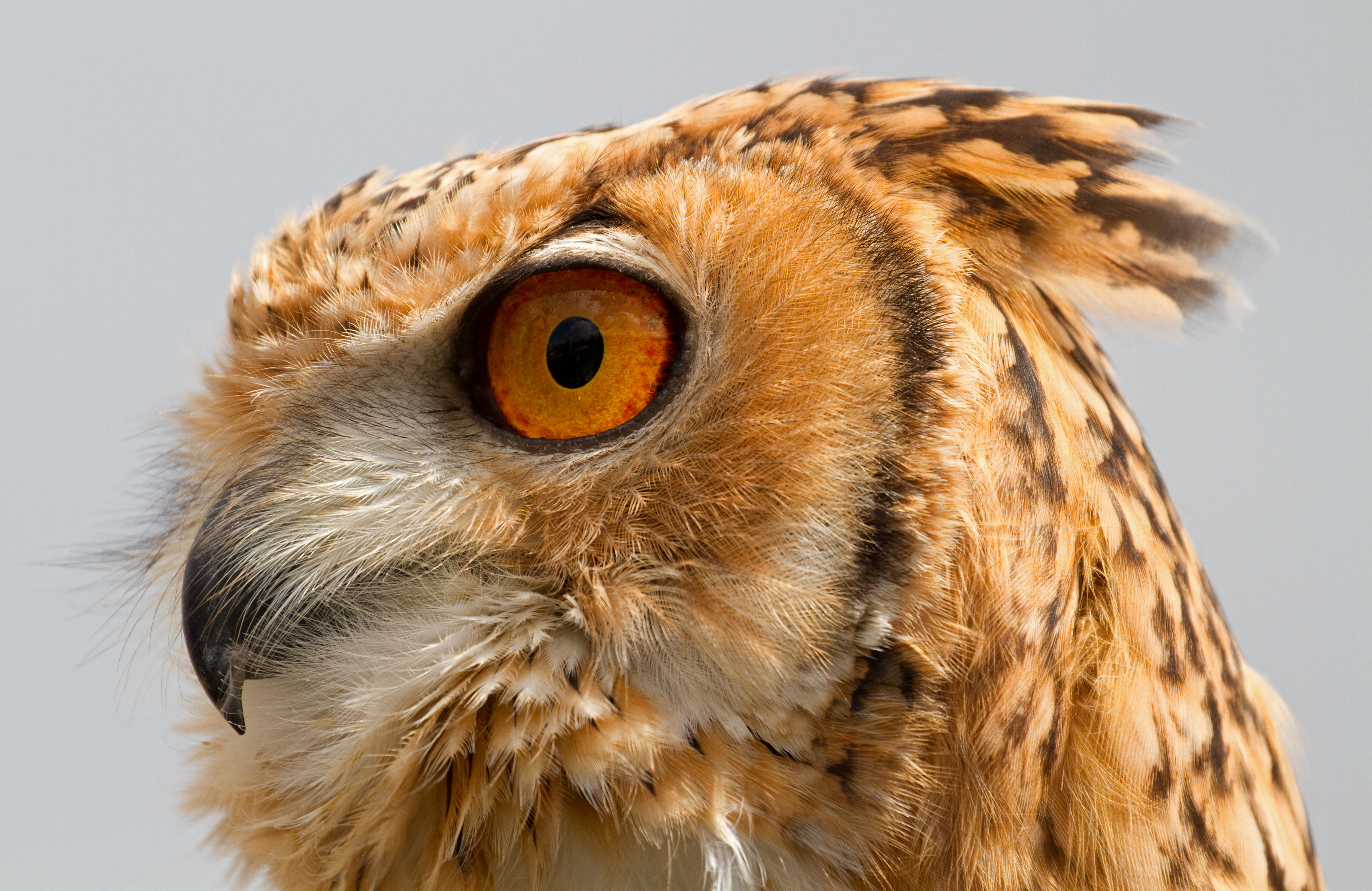
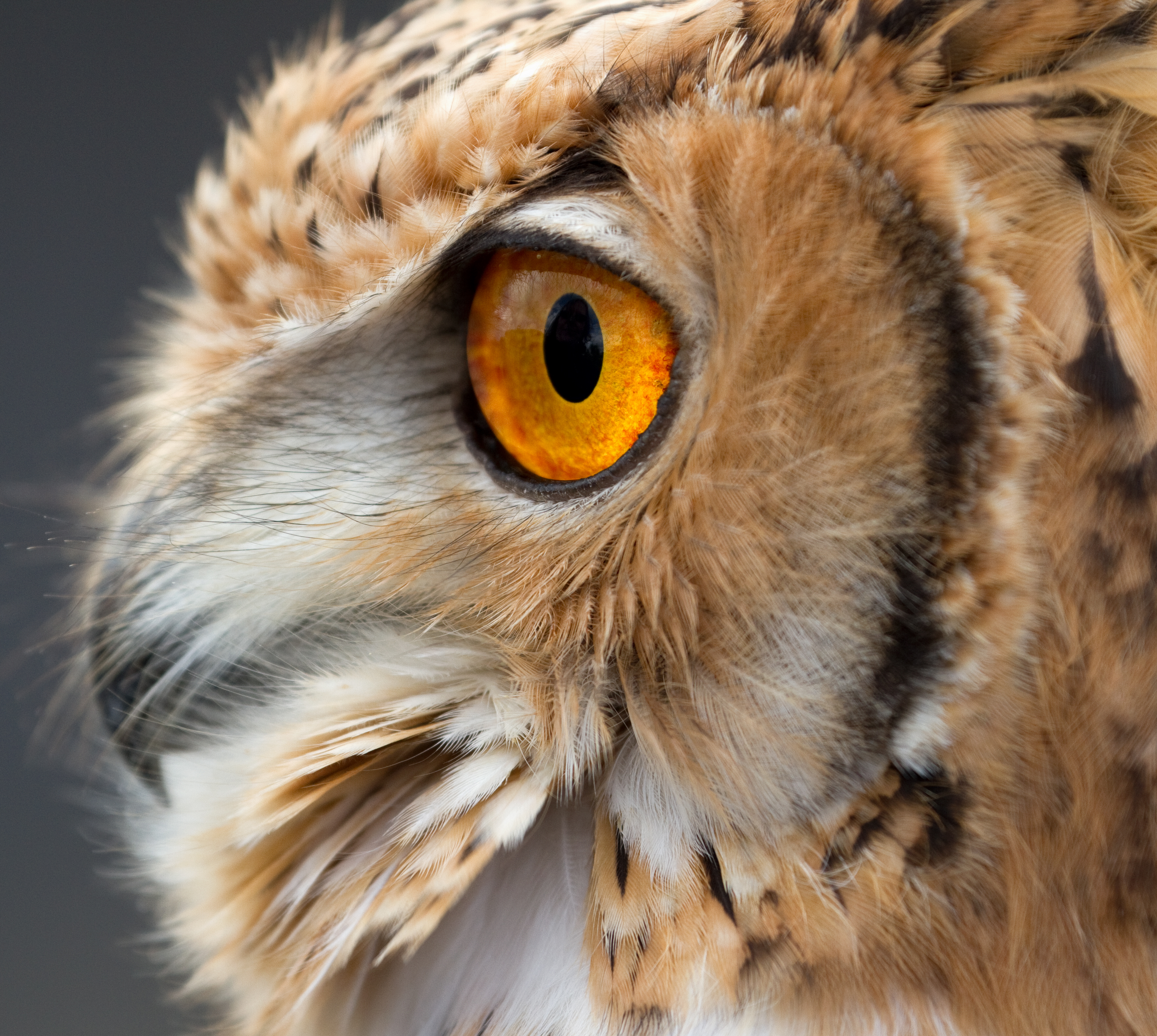
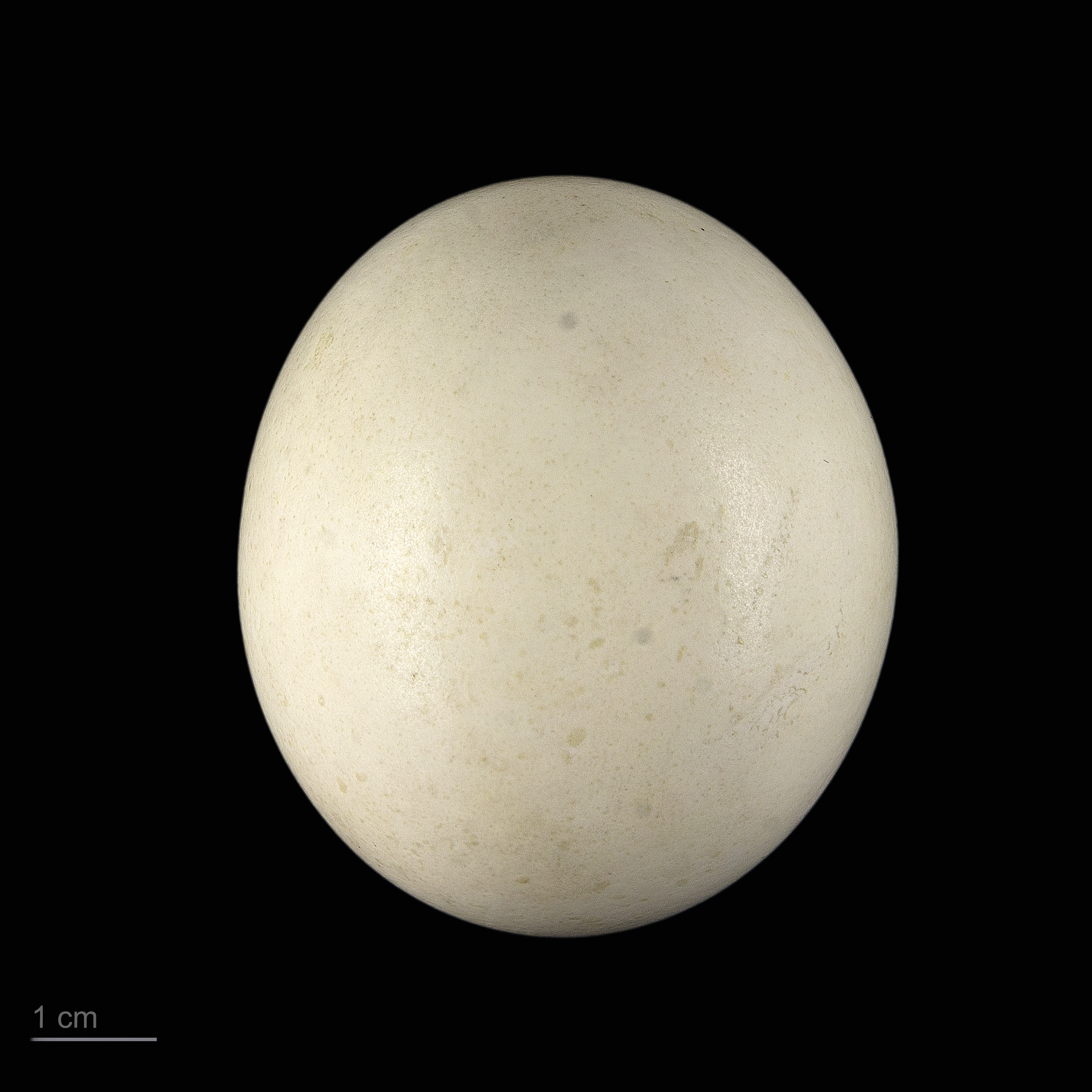
Bubo ascalaphus